# Lekë Dukagjini
Lekë Dukagjini (1410–1480) albán herceg, hadvezér, a törökellenes harc jelentős alakja. Kasztrióta György (Szkander bég) kortársa volt. A gegek (északalbánok) körében a közelmúltig ismert volt szóban hagyományozódó szokásjogi kánonja.

## Élete
A feltételezések szerint a ma Koszovóban található Lipjanban született. A Dukagjiniek hercegségének központja Lezha volt, és magában foglalta a Drin-völgyet, a Shkodrától északra és északkeletre fekvő területet, egészen a mai Kosovóig (albán nevén Metohijáig). A Lezhától nyugatra fekvő hegyvidék és sajátos néprajzi csoportja ma is Dukagjini, illetve dukagjiniek néven ismert. Prizrenben előkelő taníttatásban részesült, s ennek köszönhetően a velencei és raguzai reneszánsz és humanizmus erősen hatottak személyiségére. 1444-ben a Lezhai Liga egyik vezéralakja volt. Apjától, Pal Dukagjinitól 1446-ban örökölte meg a hercegi címet. A Kasztrióta vezette Porta-ellenes harcokban aktívan részt vett, és fegyvertársának 1468-ban bekövetkezett halála után a felkelés élére állt. Még abban az évben Shkodránál szétverte II. Mehmed egyesült seregét. Később azonban a hadi sikerek elkerülték, nem volt meg benne a képesség az egymással viszálykodó albán nagyurak egyesítésére, és stratégiai képességei sem tették Szkander bég méltó utódává. Halála után a Lezhai Liga végleg összeomlott, Dukagjini seregei a pápai állam áldásával egyesültek a Velencei Köztársaság haderejével, de az albán függetlenség reménye hosszú évszázadokra elveszett.

## A Dukagjini-féle szokásjogi kánon
Az észak-albániai hegyekben, a gegek között még a 20. században is aktívan produktív folklórhagyományként élt Dukagjini szokásjogi kánonja (albánul: Kanuni i Lekë Dukagjinit). Az ebben foglalt törvények legjelentősebbike a vérbosszú és a vendégbarátság részletes szabályozása. A 19. század végétől Shtjefën Gjeçovi összegyűjtötte és közreadta a szokásjogi rendelkezéseket, és talán ennek tudható be, hogy noha a kommunista hatalom erős kézzel visszaszorította a feudálisnak bélyegzett szokásokat, az 1991-es rendszerváltást követően a Dukagjini-kánon rendelkezései elszórtan ismét életbe léptek a gegek között.